# Network Access Identifier
Das Akronym NAI steht im Internet als Abkürzung für Network Access Identifier (deutsch: „Netzwerkzugriffskennung“). In Computernetzwerken ist der Network Access Identifier eine Standardmethode, um Benutzer zu identifizieren, die Zugriff auf ein Netzwerk anfordern. Die Standardsyntax lautet „user@realm“. Es wird hauptsächlich für zwei Zwecke verwendet:
- Der NAI wird beim Roaming verwendet, um den Benutzer zu identifizieren.
- Unterstützung beim Weiterleiten der Authentifizierungsanforderung an den Authentifizierungsserver des Benutzers.[1]

NAIs wurden ursprünglich in RFC 2486 definiert, das durch RFC 4282 ersetzt wurde, das wiederum durch RFC 7542 ersetzt wurde. Letzterer RFC (Request for Comments) ist der aktuelle Standard für die NAI. NAIs werden häufig als Benutzerkennungen in den RADIUS- (Remote Authentication Dial-In User Service) und Diameter-Netzwerkzugriffsprotokollen und dem EAP-Authentifizierungsprotokoll (Extensible Authentication Protocol) gefunden.
Der NAI muss nicht unbedingt mit der E-Mail-Adresse des Benutzers oder der Benutzer-IP übereinstimmen, die in einer Authentifizierung für eine Anwendung übermittelt wird.